# Río Regamón
El río Regamón es un río español afluente del río Trabancos y perteneciente a la subcuenca del Bajo Duero.
Entre las localidades destacadas que atraviesan se encuentran Gimialcón, Rágama y Horcajo de las Torres.

## Descripciones históricas
Rágama; (...) pasa por él un riachuelo que toma el nombre del pueblo, el cual lleva su curso de sur a norte cuyas aguas no se aprovechan en beneficio de las tierras (...) Pascual Madoz en su descripción de Rágama
Rasueros (...) le atraviesan el citado río Trabancos y el Ragamón o Ragamilla, cuyas aguas se utilizan para el riego de los prados (...) Pascual Madoz en su descripción de Rasueros.
Horcajo de las Torres (...): pasan por el término los ríos Trabancos, Menines y Ragamón, costeando la v. del Trabancos: todos marchan de S. a N. y son de curso perenne, aunque de escaso caudal. (...) Pascual Madoz en su descripción de Horcajo de las Torres

## Espacios protegidos
El río Regamón entra dentro de la zona ZEPA "Tierra de Campiñas" en la cual se encuentran las especies ya mencionadas y otras como el aguilucho cenizo (Circus pygargus), el cernícalo primilla (Falco naumanni) y la calandria (Melanocorypha calandra) , la ganga ortega (Pterocles orientalis), la ganga ibérica (Pterocles alchata), el alcaraván (Burhinus oedicnemus) y la terrera común (Calandrella brachydactyla). Otra especie destacada que podemos encontrar es el águila imperial ibérica  (Aquila adalberti). También entra en la IBA 061 "Tierra de Campiñas"  y la laguna de Pinaderos donde nace se encuentra en el catálogo de zonas húmedas (IEZH)

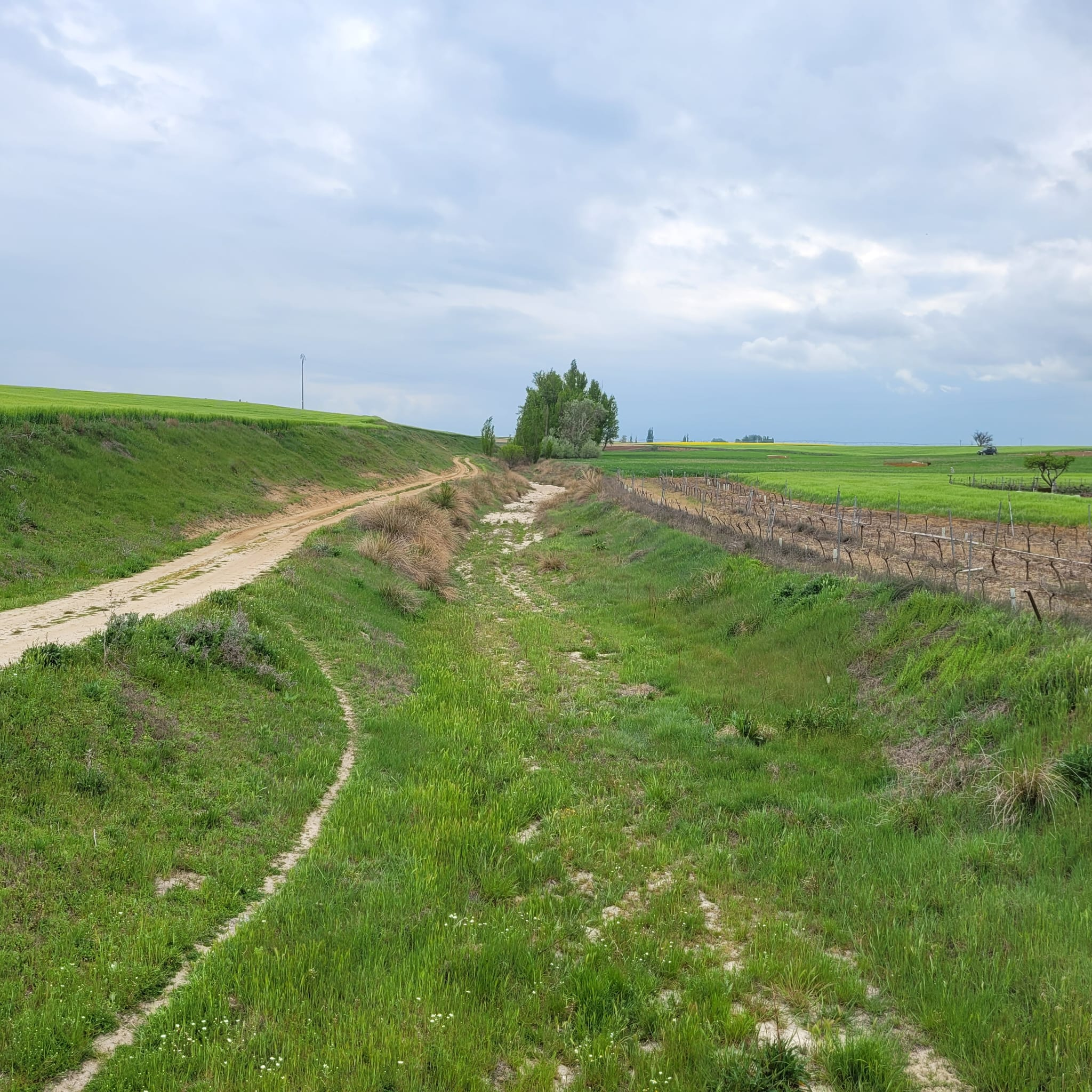
Río Regamón (Horcajo de las Torres)